# Aéroport de Fort Chipewyan
L'aéroport de Fort Chipewyan est un aéroport situé en Alberta, au Canada.

## Compagnies et destinations
| Compagnies        | Destinations                      |
| ----------------- | --------------------------------- |
| Air Tindi         | Edmonton, Fort Smith, Yellowknife |
| McMurray Aviation | Fort McMurray                     |

Édité le 16/05/2025